# Tess Coady
Tess Coady (Melbourne, 21 settembre 2000) è una snowboarder australiana, vincitrice della medaglia di bronzo nello slopestyle ai Giochi olimpici di Pechino 2022.

## Biografia
Coady ha partecipato alla sua prima competizione internazionale ai Campionati Mondiali di Sci e Snowboard Freestyle 2017 a Sierra Nevada in Spagna, dove ha gareggiato nel big air e nel slopestyle.
In seguito ha preso parte alla delegazione australiana alle Olimpiadi invernali del 2018. A 17 anni, Coady era l'atleta più giovane della squadra olimpica australiana a PyeongChang. Avrebbe dovuto debuttare nell'evento slopestyle, ma ha subito un infortunio durante le prove pre gara che le ha impedito di partecipare alla gara. Ai Mondiali di Aspen 2021 ha vinto la sua prima medaglia iridata, il bronzo nello slopestyle.
Il 6 febbraio 2022 ha vinto la medaglia di bronzo nell'evento slopestyle alle Olimpiadi invernali 2022. Ai Mondiali di Bakuriani 2023 si è confermata sul podio con il bronzo nel big air.

## Palmarès

### Olimpiadi
- 1 medaglia:
  - 1 bronzo (slopestyle a Pechino 2022)

### Mondiali
- 2 medaglie:
  - 2 bronzi (slopestyle ad Aspen 2021; big air a Bakuriani 2023)

### Winter X Games
- 1 medaglia:
  - 1 argento (slopestyle ad Aspen 2023)

### Mondiali juniores
- 2 medaglia:
  - 2 ori (slopestyle, big air a Špindlerův Mlýn 2017)

### Coppa del Mondo
- Miglior piazzamento in classifica generale freestyle: 6ª nel 2021
- Miglior piazzamento nella Coppa del Mondo di slopestyle: 3ª nel 2021
- Miglior piazzamento nella Coppa del Mondo di big air: 22ª nel 2021
- 7 podi:
  - 2 vittorie
  - 2 secondi posti
  - 3 terzi posti

#### Coppa del Mondo - vittorie
| Data            | Località      | Paese    | Specialità |
| --------------- | ------------- | -------- | ---------- |
| 23 gennaio 2020 | Alpe di Siusi | Italia   | SBS        |
| 15 gennaio 2022 | Laax          | Svizzera | SBS        |

Legenda:

SBS = Slopestyle